# Greenbush (Maine)
Greenbush és una població dels Estats Units a l'estat de Maine (EUA). Segons el cens del 2000 tenia 1.421 habitants.

## Demografia
Segons el cens del 2000, Greenbush tenia 1.421 habitants, 522 habitatges, i 389 famílies. La densitat de població era de 12,5 habitants/km².
Dels 522 habitatges en un 37,9% hi vivien nens de menys de 18 anys, en un 62,6% hi vivien parelles casades, en un 6,5% dones solteres, i en un 25,3% no eren unitats familiars. En el 17% dels habitatges hi vivien persones soles el 4,2% de les quals corresponia a persones de 65 anys o més que vivien soles. El nombre mitjà de persones vivint en cada habitatge era de 2,72 i el nombre mitjà de persones que vivien en cada família era de 3,09.
Per edats la població es repartia de la següent manera: un 28,4% tenia menys de 18 anys, un 8,4% entre 18 i 24, un 33,9% entre 25 i 44, un 22,9% de 45 a 60 i un 6,4% 65 anys o més.
L'edat mediana era de 35 anys. Per cada 100 dones de 18 o més anys hi havia 101,6 homes.
La renda mediana per habitatge era de 31.736 $ i la renda mediana per família de 35.962 $. Els homes tenien una renda mediana de 32.095 $ mentre que les dones 20.365 $. La renda per capita de la població era de 13.592 $. Entorn del 9,7% de les famílies i el 13,5% de la població estaven per davall del llindar de pobresa.